# Friedrich Schulz
Karl Friedrich Wilhelm Schulz (ur. 15 października 1897 w Nietkowie, zm. 30 listopada 1976 we Freudenstadt) – niemiecki generał, uczestnik agresji na Francję i ataku na Związek Radziecki.
W armii niemieckiej służył od 1913 roku, uczestnicząc w działaniach bojowych prowadzonych w czasie I wojny światowej. W czasie II wojny światowej brał udział w agresji na Francję oraz ataku na Związek Radziecki. W 1940 roku służył w sztabie XXXXIII Korpusu Piechoty. W 1942 roku powierzono mu funkcję szefa sztabu 11 Armii, a następnie szafa sztabu Grupy Armii Don i Grupy Armii Południe. W 1943 roku dowodził kolejno: III Korpusem Pancernym, LIX Korpusem Piechoty i XXXXVI Korpusem Pancernym. Od połowy 1944 roku dowodził 17 Armią. Jeńcem armii amerykańskiej został 6 maja 1945 roku, jednak już w 1946 roku został z niewoli zwolniony.

## Awanse
- Fähnrich – 1916
- Leutnant – 26 czerwca 1916
- Oberleutnant – 1 sierpnia 1925
- Hauptmann – 1 listopada 1931
- Major – 1 stycznia 1936
- Oberstleutnant – 1 lutego 1939
- Oberst – 1 kwietnia 1941
- Generalmajor – 1 lipca 1942
- Generalleutnant – 1 lipca 1943
- General der Infanterie – 1 kwietnia 1944

## Ordery i odznaczenia
- Krzyż Rycerski z Liśćmi Dębu i Mieczami